# Podvinje (Bród)
Podvinje falu Horvátországban, Bród-Szávamente megyében. Közigazgatásilag Bródhoz tartozik.

## Fekvése
Bród központjától 4 km-re északra, Szlavónia középső részén, a Dilj-hegység déli lábánál, a Bródról Nekcsére menő főút mentén, a Glogovica-patak partján fekszik.

## Története
A település nevét szőlőhegyéről kapta, amely alatt fekszik. Már a középkorban is létezett. 1436-ban, 1455-ben („Podwynia”) és 1466-ban a grabarjai Beriszló család birtokaként említik. 1483-ban és 1484-ben „Podwynnya” alakban szomszédos nemes nevében szerepel. A török 1536-ban szállta meg. A török uralom idején is megmaradt az eredeti lakossága, sőt a Szent Antal plébániatemploma a bródi híveket is szolgálta.
1638. május 10-én Jeronim Lučić boszniai püspök 15 ferences szerzetes kíséretében 1523, mindkét nembeli hívőnek szolgáltatta ki itt a szentségeket. 1648. november 30-án Marijan Maravić püspök 88 hívőt bérmált a templomban. 1660-ban Petar Nikolić atya egyházi vizitátor azt írja, hogy Bródon egykor Szent Márknak szentelt templom állt, ezt azonban a török dzsámivá építette át. Bródon kívül áll a kőből épített Szent Antal templom, ahol a bródi ferencesek szolgálnak. A templom jól felszerelt, gazdagon díszített és sok keresztény híve van. 1698-ban „Podvinye” néven hajdútelepülésként szerepel a török uralom alól felszabadított szlavóniai települések összeírásában. A felszabadító harcok során azonban a templomot valószínűleg lerombolták, mert 1699-ben a Müller-féle térképen romként van megjelölve. Később a templomot újjáépítették. 1730-ban a vizitáció jegyzőkönyve a falut 30 házzal és a Szent Antal templommal említi, melynek három oltára, tornya és harangja van. A körülötte fekvő temetőbe temetkeznek a bródi ferencesek is. Miután a bródi templomot újjáépítették a podvinjei templom elveszítette korábbi jelentőségét és csak misézésre használták. 1760-ban az egyházi vizitáció 67 házzal, 73 családdal és 449 katolikus lakossal említi.
Az első katonai felmérés térképén „Podvin” néven található. Lipszky János 1808-ban Budán kiadott repertóriumában „Podvin” néven szerepel. Nagy Lajos 1829-ben kiadott művében „Podvin” néven 98 házzal, 489 katolikus és egy ortodox vallású lakossal találjuk. A katonai közigazgatás megszüntetése után 1871-ben Pozsega vármegyéhez csatolták.
A településnek 1857-ben 482, 1910-ben 1089 lakosa volt. Pozsega vármegye Bródi járásának része volt. Az 1910-es népszámlálás adatai szerint lakosságának 94%-a horvát anyanyelvű volt. Az első világháború után 1918-ban az új szerb-horvát-szlovén állam, majd később (1929-ben) Jugoszlávia része lett. 1991-től a független Horvátországhoz tartozik. 1991-ben lakosságának 91%-a horvát nemzetiségű volt. 2011-ben a településnek 3575 lakosa volt.

## Lakossága
| Lakosság változása | Lakosság változása | Lakosság változása | Lakosság változása | Lakosság változása | Lakosság változása | Lakosság változása | Lakosság változása | Lakosság változása | Lakosság változása | Lakosság változása | Lakosság változása | Lakosság változása | Lakosság változása | Lakosság változása | Lakosság változása |
| ------------------ | ------------------ | ------------------ | ------------------ | ------------------ | ------------------ | ------------------ | ------------------ | ------------------ | ------------------ | ------------------ | ------------------ | ------------------ | ------------------ | ------------------ | ------------------ |
| 1857               | 1869               | 1880               | 1890               | 1900               | 1910               | 1921               | 1931               | 1948               | 1953               | 1961               | 1971               | 1981               | 1991               | 2001               | 2011               |
| 482                | 650                | 633                | 816                | 944                | 1.089              | 1.110              | 1.646              | 1.924              | 0                  | 0                  | 0                  | 0                  | 0                  | 3.749              | 3.575              |

(1953 és 1991 között lakosságát Bród városához számították.)

## Nevezetességei
Páduai Szent Antal tiszteletére szentelt régi plébániatemploma 18. században már bizonyosan létezett, de nem lehet tudni, hogy mikor épült, mivel építését egyetlen írásbeli dokumentum sem említi. Építéséről csak abból lehet következtetni, hogy a templom régi kövei között a 17. század második feléből, I. Lipót uralkodásának idejétől találtak pénzt. A régi templom bejárata a mai plébánia épülete felől a nyugati oldalon jelenlegi sekrestye felől nyílt. A korabeli forrásokból tudható, hogy a régi templomot a felszabadító harcok során lerombolták. A 18. század elején a környék templomai fából készültek. Az hogy ez így volt-e, Podvinje esetében is írásos forrás hiányában szintén csak következtetni lehet. A templom a 19. században már régóta rossz állapotban volt és mivel nem folytatták rendszeres karbantartását le kellett volna bontani. Az új templom építéséhez már 1860-ban elkészültek tervrajzok és az építési anyag is rendelkezésre állt, az egyházi hatóságok azonban nem hagyták jóvá az építkezést. 1880-ban a templom már olyan rossz állapotban volt, hogy bezárták, mert életveszélyes volt. Az egyházi szertartásokat egy magazin nevű kicsi, jelentéktelen épületben tartották, amely ruházati és fegyverraktárként szolgált és alig 80 embert tudott befogadni. A régi templom bontása csak 1886-ban kezdődhetett meg. A benne talált sírokból az elhunytakat a temetőbe vitték át. Az építés 1889. szeptember 14-én a torony keresztjének felállításával fejeződött be, felszentelése ugyanabban az évben mindenszentek ünnepén történt. Belső berendezése 1893-ban a mellékoltárok, a szószék, a keresztelőmedence és a padok elkészültével fejeződött be. 1999-ben a tetőszerkezetet újították meg. 2004 és 2009 között az épület teljes felújításon esett át.